# Unterehrendingen
Unterehrendingen est une localité suisse du canton d'Argovie, située dans le district de Baden.
Elle a fusionné avec sa commune voisine de Oberehrendingen le 1er janvier 2006, créant ainsi la commune de Ehrendingen.

Vue aérienne (1967)